# Susanne Rützou
Suzanne Levring Rützou (født 21. marts 1965) er en dansk modedesigner, designuddannet på Margrethe-Skolen i København, hvor hun fik Holger Bloms talentpris 1988.
1994-99 var hun chefdesigner og kunstnerisk leder i modefirmaet Bruuns Bazaar; i 1997 modtog hun den Skandinaviske Designpris, og 1999 blev Bruuns Bazaars under Rützous kunstneriske ledelse som det første danske mærke optaget på den franske modebranches officielle showliste.
I 2000 gik Susanne Rützou solo med mærket Rützou A/S. Damekollektionen suppleredes i 2001 med en børnelinje. Stilen er let genkendelig, klassisk, feminint ornamenteret og formet i bløde, fleksible materialer.
Rützou sælges over hele Europa og åbnede 2004 egen butik i København. Firmaet gik konkurs i 2013.